# بوليط حمضي
بوليط حمضي (الاسم العلمي:Boletus acidus) هو نوع الفطريات يتبع جنس البوليط من الفصيلة البوليطية.